# Deutschlands Kryptogamen-Flora
Die Kryptogamen-Flora ist eine Buchreihe über Kryptogamen.
Von 1844 bis 1848 schrieb Gottlob Ludwig Rabenhorst Deutschlands Kryptogamen-Flora oder Handbuch zur Bestimmung der kryptogamischen Gewächse Deutschlands, der Schweiz, des Lombardisch-Venetianischen Königreichs und Istriens in zwei Bänden, die nach seinem Tod als Dr. L. Rabenhorst's Kryptogamen-Flora von Deutschland, Oesterreich und der Schweiz weitergeführt wurde. Die zweite Auflage mit 14 Bänden wurde seit 1880 veröffentlicht. Von 1911 bis 1928 erschien die Buchreihe Kryptogamenflora für Anfänger.
| Nummer | Teil | Jahr      | Autoren                           | Titel                                              |
| ------ | ---- | --------- | --------------------------------- | -------------------------------------------------- |
| 1      | 1    | 1880–1885 | Winter, G.                        | Schizomyceten                                      |
| 1      | 2    | 1884–1887 | Winter, G.                        | Ascomyceten: Gymnoasceen                           |
| 1      | 3    | 1887–1896 | Rehm, H.                          | Ascomyceten: Hysteriaceen                          |
| 1      | 4    | 1892      | Fischer, A.                       | Phycomycetes                                       |
| 1      | 5    | 1896–1897 | Fischer, E.                       | Ascomyceten: Tuberaceen                            |
| 1      | 6    | 1898–1903 | Allescher, A.                     | Fungi imperfecti: Hyalin-sporige Sphaerioideen     |
| 1      | 7    | 1901–1903 | Allescher, A.                     | Fungi imperfecti: Hyalin-sporige Sphaerioideen     |
| 1      | 8    | 1904–1907 | Lindau, G.                        | Fungi imperfecti: Hyphomycetes                     |
| 1      | 9    | 1907–1910 | Lindau, G.                        | Fungi imperfecti: Hyphomycetes                     |
| 1      | 10   | 1912–1920 | Schinz, H.                        | Myxogasteres                                       |
| 2      |      | 1882–1889 | Hauck, F.                         | Meeresalgen                                        |
| 3      |      | 1884–1889 | Luerssen, C.                      | Farnpflanzen                                       |
| 4      | 1    | 1885–1889 | Limpricht, K.G.                   | Sphagnaceae                                        |
| 4      | 2    | 1890–1895 | Limpricht, K.G.                   | Bryinae                                            |
| 4      | 3    | 1895–1903 | Limpricht, K.G.; Limpricht, H.    | Hypnaceae und Nachträge                            |
| 5      |      | 1895–1897 | Migula, W.                        | Characeen                                          |
| 6      | 1    | 1905–1911 | Müller, K.                        | Lebermoose                                         |
| 6      | 2    | 1912–1916 | Müller, K.                        | Lebermoose                                         |
| 7      | 1    | 1930      | Hustedt, F.                       | Kieselalgen                                        |
| 7      | 2    | 1931–1959 | Hustedt, F.                       | Kieselalgen                                        |
| 7      | 3    | 1961–1966 | Hustedt, F.                       | Kieselalgen                                        |
| 8      |      | 1930      | Keissler, K.v.                    | Flechtenparasiten                                  |
| 9      | 1(1) | 1933–1934 | Keissler, K.v.; Zschacke, H.      | Moriolaceae – Epigloeaceae – Dermatocarpaceae      |
| 9      | 1(2) | 1937–1938 | Keissler, K.v.                    | Pyrenulaceae – Mycoporaceae – Coniocarpineae       |
| 9      | 2(1) | 1937–1938 | Redinger, K.M.                    | Arthoniaceae – Coenogoniaceae                      |
| 9      | 2(2) | 1940      | Köfaragó-Gyelnik, V.              | Cyanophili                                         |
| 9      | 4(1) | 1932–1933 | Frey, E.                          | Cladoniaceae – Umbilicariaceae                     |
| 9      | 4(2) | 1931      | Sandstede, H.                     | Cladonia                                           |
| 9      | 5(1) | 1934–1936 | Magnusson, A.H.; Erichsen, C.F.E. | Acarosporaceae und Thelocarpaceae – Pertusariaceae |
| 9      | 5(3) | 1936      | Hillmann, J.                      | Parmeliaceae                                       |
| 9      | 5(4) | 1958–1960 | Keissler, K.v.                    | Usneaceae                                          |
| 9      | 6    | 1935      | Hillmann, J.; Lynge, B.A.         | Teloschistaceae – Physciaceae                      |
| 10     | 2    | 1930      | Gemeinhardt, K.; Schiller, J.     | Silicoflagellatae – Coccolithineae                 |
| 10     | 3(1) | 1932–1933 | Schiller, J.                      | Dinoflagellatae (Peridineae)                       |
| 10     | 3(2) | 1935–1937 | Schiller, J.                      | Dinoflagellatae (Peridineae)                       |
| 11     |      | 1937–1939 | Pascher, A.                       | Heterokonten                                       |
| 12     | 4    | 1938–1940 | Gemeinhardt, K.                   | Oedogoniales                                       |
| 13     | 1(1) | 1933–1937 | Krieger, W.                       | Desmidiaceen                                       |
| 13     | 1(2) | 1939      | Krieger, W.                       | Desmidiaceen                                       |
| 13     | 2    | 1941–1944 | Kolkwitz, R.; Krieger, H.         | Zygnemales                                         |
| 14     |      | 1930–1932 | Geitler, L.                       | Cyanophyceae                                       |